# Gatte in calore
Gatte in calore (The Alley Cats) è un film comico-erotico del 1966 diretto da Radley H. Metzger.

## Accoglienza
Secondo il recensore cinematografico Gary Morris, Gatte in calore è uno sforzo softcore "tipicamente astuto, sexy, a volte greve, ma in definitiva soddisfacente".